# 白い巨塔の登場人物
白い巨塔の登場人物（しろいきょとうのとうじょうじんぶつ）では、山崎豊子の小説『白い巨塔』に登場する架空の人物を列挙する。
なお、本項では同作を原作とした映像化作品についても併せて記述する。以下、原作とその後に作成されたメディア作品間の混同を避けるために、原作は(原作)、テレビ作品は作成年を、映画は(映画)、ラジオドラマは(ラジオ)と注意書きを個々に示す。

## 浪速大学

### 浪速大学第一外科関係者
財前 五郎（ざいぜん ごろう）
演 - 田宮二郎（映画版、ラジオドラマ版、78年版）、佐藤慶（67年版）、村上弘明（90年版）、唐沢寿明（03年版）、岡田准一（19年版）
職業 - 浪速大学医学部付属病院第一外科助教授→浪速大学医学部付属病院第一外科部長・教授（食道外科専攻）

東 貞蔵（あずま ていぞう）
演 - 東野英治郎（映画版）、山形勲（67年版）、中村伸郎（78年版）、二谷英明（90年版）、石坂浩二（03年版）、寺尾聰（19年版）
職業 - 浪速大学医学部付属病院第一外科部長・教授（肺外科専攻）→近畿労災病院院長（03年版では近畿労共病院院長）

金井 達夫（かない たつお）
演 - 杉田康（映画版）、小林勝彦（67年版）、清水章吾（78年版）、頭師孝雄（90年版）、奥田達士（03年版）、長谷川朝晴（19年版）
職業 - 浪速大学医学部付属病院第一外科次席講師→浪速大学医学部付属病院第一外科助教授（胸部外科専攻）
胸部外科を専攻し、東教授から直接の指導を受ける。佃の前任の医局長でもあり、面倒見がいい性格から教室員からの信頼も厚い。
派閥や徒党を嫌っており、佃や安西をはじめ権力者に媚びるような人間達を良く思っていない。稀に財前に対しても歯向かう事があるため、医学者としての良心は失っていない。
教授選においては、「滝村名誉教授喜寿の会」の段取りの件にかこつけた佃の工作に対して、「自分は誰にも与せず自分の意思で財前助教授が次期教授に相応しいと思う」と答える。また、東教授から、対立候補である金沢大学・菊川教授を引き合わせられるが、特に積極的に関与はしなかった。
財前の教授就任後は助教授に昇格。財前の外遊中は医長代理を務め、病状が悪化した佐々木庸平を診断して術後肺炎ではない事に気づき、その臨終に立ち会う。裁判では一審、二審共に財前側の証人に立ち、あくまで胸部外科の立場からこれを擁護し続けるが、関口弁護士からは証言の一貫性の無さを指摘されて返事に窮する場面もあった。
財前の発病後は透視を行って進行癌を発見。鵜飼医学部長らと対応を協議、受持医となり手術の際は第一助手として東を介助する。その他、財前と似た胃のかたちをした胃潰瘍患者のフィルムの探し出し、その患者の摘出胃の標本作成など緘口令に基づいて様々な段取りをしたり、里見に病状の経過を報告する。だが嘘をつくのは苦手らしく、摘出胃の標本を財前に見せる際には佃と安西に押し付けようとする。そして病状を疑って問い詰める財前を安心させようとして、かえって疑念を深めさせてしまう。財前の病状急変後は徹夜で看病し、肝性昏睡が始まった後は付き添ってその臨終を看取る。
2003年版
おおむね原作通りだが、教授選において財前の教授就任のための工作に奔走する佃や安西を度々窘めたり、財前に意見をする描写が増えている。また、終盤には財前が末期の肺癌である事を隠すために箝口令を敷いた鵜飼に東と共に反対の立場を取るも押し切られ、彼を険しい表情で睨み付けていた。
財前の死後、忠臣だった佃と安西が財前の不正に関与した事で地方に飛ばされたのに対し、反旗を翻した柳原とともに現職に留まり、初めて癌患者への告知を行う事になった柳原に対しアドバイスをし、告知の場に立ち会う。
2019年版
おおむね原作通りだが、財前からはっきりと不信感を抱かれており、手術のデモンストレーションのために海外へ出発する前に佃と安西に対して「(金井は)東先生の直属の弟子なのであてにするな」と命じている。

佃 友博（つくだ ともひろ）
演 - 高原駿雄（映画版）、久野四郎（67年版）、河原崎長一郎（78年版）、斎藤洋介（90年版）、片岡孝太郎（03年版）、八嶋智人（19年版）
職業 - 浪速大学医学部付属病院第一外科筆頭助手・医局長→浪速大学医学部付属病院第一外科講師
実家は西宮の大きな外科病院で、西宮医師会の実力者である父親を持つ。極めて功名心が強く、教授選を控えた財前助教授から次期講師の座をほのめかされた事に感動、病棟係の安西などと協力して医局内の強力な意思統一をはかり、先輩の金井に接近して支持を取り付けるなど、財前が驚くほどの大胆な行動も見せる。
教授戦が財前と金沢大・菊川教授との決選投票になった際は、安西と共に金沢に乗り込み、菊川に教授選候補辞退を強要、これを拒否されると「当選しても医局員全員は菊川教授には一切協力しない」と捨て台詞を吐いた。これが菊川を推薦した東都大学の船尾教授の耳に入り窮地に立つが、財前の当選で事なきを得た。
財前の教授就任後は講師に昇格。財前が鵜飼医学部長から学術会議会員選挙の立候補を打診された際は、鵜飼の本意が内科学界で台頭しつつある洛北大学・神納教授の対抗馬として立たせ、その体面を失わせる事で内科学会における自身の影響力を確保する事にある事を調べ上げ、財前に立候補を思いとどまるよう具申。しかし財前の決意が固い事を知ると、学会仲間のつてを頼って洛北大学の系列大学に水面下の工作を行い、選挙対策本部に詰めて10人の専従員を統率した。
財前にとっては忠実な部下であったが、医局員に対しては横柄で尊大な態度だったため医局内での評判は悪く、影で「小鬼」「茶坊主」などと呼ばれた。前任教授の東からも「如才のない性格で人まとめはうまいが、あまり勉強しない方だ」。と評価は低かった。
財前の誤診をめぐる控訴審では、たまたま佐々木庸平とは別の患者の断層撮影を申し込んでいた事を思い出し、放射線科に残っていたその際の台帳を悪用し、「財前教授は肺への転移に気づいていた」と証言する。
財前が癌に倒れた際は、手術で第二助手を務め、病状が悪化した後は泊り込みで必死の看病に当たった。術後1ヶ月後の朝、財前の往診に行って異変に気づき、肝性昏睡が始まった事を金井に伝えた。
1978年版
おおむね原作通りだが、財前の手術後に「(財前が死んだら)我々はきっと冷や飯を食わされる」と愚痴をこぼした安西を叱責し、その死を見届けたあとは号泣しながら解剖室へ運ばれる財前の遺体に最後まで付き添うなど財前への心酔の情が強く描写されている。なお、財前死後の処遇については一切触れられていない。
2003年版
おおむね原作通りだが、自身の出世や利益目当てに財前についているような節が強く見られる。特に教授選で決選投票に持ち込まれた際には「（財前が落選したら）俺たちは地方に飛ばされる」とやけ酒を飲みながらくだをまき、石川大に行って、菊川に教授選を辞退させるように説得しろと柳原に命令をした。
財前から佐々木が死亡した時のカンファレンス記録の処分を命じられ、安西と持ち出す。
財前の手術後は病状を隠し切れないと真っ先に断言し、さらにこれまでの自分達の行動を棚に上げて柳原に当たり散らした挙句、彼に担当を押し付ける。
財前の死後、財前の不正に関与したために安西と共に地方に飛ばされた事が特別編での金井の発言で明らかになっている。
安西（あんざい）
演 - 早川雄三（映画版）、巽秀太郎（67年版）、伊東辰夫（78年版）、そのまんま東（90年版）、小林正寛（03年版）、尾上寛之（19年版）
職業 - 浪速大学医学部付属病院第一外科次席助手、病棟係→浪速大学医学部付属病院第一外科医局長
2003年版では安西信也、2019年版では安西太郎の名称で登場。
第一外科筆頭助手を務める医師。医局長の佃と共に財前助教授の教授昇格に奔走し、金沢まで乗り込んで対立候補の金沢大学・菊川教授に立候補辞退を強要した。その功績あって講師に昇格した佃の後任の医局長に就任。
医局の管理統括をする立場ではあるが、財前の親衛隊的な動きが多く、学術会議会員選挙においては選挙対策本部に詰めて選挙運動を統率した。また、開票日には上京して学術会議本部に詰めて開票情報の収集と選対本部への速報にあたり、選対に当選確実を告げる。
財前への忠誠心は人一倍強いが、医局員達には尊大で労わりに乏しかったので評判が悪く、陰で「クロスケ」などと呼ばれていた 。佃と柳原が財前の控訴審裁判の証人になった事を羨んで、柳原出廷前の壮行会の席で「千載一遇のチャンスを得た君たちと違ってこの安西には未来は無い」と愚痴をこぼした。その際に酔った勢いで柳原に組織票 と引き換えに江川らを供出した事を暴露し、財前への反感を深めさせてしまう。
財前の病状急変後は金井、佃と共に徹夜で看病に当たり、財前が肝性昏睡に陥った後は金井の指示で強心剤を投与した。
1978年版
財前の手術後、「財前教授に深入りしすぎた。誰が教授になっても（財前が死んだら）、我々は財前派の生き残りという事できっと冷や飯を食わされる」と愚痴をこぼして佃に一喝されている。しかし佃同様、財前死後の処遇については一切触れられていない。
2003年版
財前から佐々木が死亡した時のカンファレンス記録の処分を命じられ、佃と持ち出す。
佃同様に財前の手術後、病状を隠し切れないため柳原に担当を押し付ける。その際「お前が財前先生を裏切ったからこんな事になったんだ！」と八つ当たりに近い罵倒をしている。
財前の死後、財前の不正に関与したために佃と共に地方に飛ばされた事が特別編での金井の発言で明らかになっている。
山田（やまだ）
職業 - 浪速大学医学部第一外科助手、講義責任者。
黒田 俊二（くろだ しゅんじ）
職業 - 浪速大学医学部付属病院第一外科助手(肝臓癌専門)
柳原 弘（やなぎはら ひろし）
演 - 竹村洋介（映画版）、田川恒夫（67年版）、高橋長英（78年版）、堤真一（90年版）、伊藤英明（03年版）、満島真之介（19年版）
職業 - 浪速大学医学部付属病院第一外科医局員（胸部外科専攻）、佐々木庸平担当医
2019年版では柳原雅博の名称で登場。

江川 達郎（えがわ たつろう）
演 - 坂東正之助（78年版）
職業 - 浪速大学医学部付属病院第一外科医局員、抄読会記録係→舞鶴総合病院医師
父親は阿倍野の開業医（1978年版では、姫路の大病院の院長）。第一外科医局入局後は胸部外科を専攻、先輩の柳原と共に東教授の指導を受ける。なお、電車の人ごみの中でも見分けが付くほど背が高い。
財前が教授になった後、佐々木庸平の手術の翌日に行われた抄読会記録係を務めた。その際に財前が佐々木の手術を評して発した「周辺の転移も無く完全に廓清できた、永久治癒組だ」という言葉を記録した。
財前の裁判において第二審が始まった頃、安田太一の担当医となるが、教授総回診中に安田が財前に腹痛を訴え、かつ診察にすぐ駆けつけなかった事を財前に厳しく叱責された。ところがその際に「学術会議選挙の手伝いをしていた」と安田の前で弁解したため、かえって財前の不興を被り、関西医科歯科大学系列の組織票1,500票を得る引き換えとして、無給医局員の中河・瀬戸口と共に舞鶴総合病院に出向させられた。江川にとって、僻地の舞鶴へ送られる事は医学の最前線に接触する機会を失う事であり、学位を取る事すら危ぶまれる事態であった。そのため酒をあおり柳原に不満や抄読会の事をほのめかした。
舞鶴へ出向後、柳原が裁判で真実を証言した事をラジオのニュースで知ると、窮地に立たされた柳原に協力するため、「ショウコアル」と電報を打って急遽来阪。大阪駅で柳原と合流し、第一外科医局から抄読会記録を持ち出して関口弁護士に届けた が、その際、舞鶴へ飛ばされた時点で父の跡を継ぐ覚悟ではあるが、一方で裁判では自分の名前だけは出さないで欲しいとも懇願した。原作に言及はないが、おそらくこの際に柳原から自分が舞鶴へ飛ばされた本当の理由を聞かされたと思われる。
公判で関口は記録を書証として提出し、財前側が否認すると江川に在廷証人として出廷を要請、柳原の口添えもあって江川は出廷に同意した。対質尋問では、財前のすり替え証言に逆上し激昂したため、裁判長から退廷を命じられた。この事で教室を除籍され、父親の病院を継ぐ事になった。
結局、控訴審判決では江川の記録及び証言が採用され、財前は敗訴する。
南(みなみ)
職業 - 浪速大学医学部付属病院第一外科主席講師
原作・2003年版のみの登場人物。第一外科にしては珍しい根っからの学究肌で、大学に残るのも研究が好きだという理由から。
78年版では、佃が金井に教授選への協力を求めて「財前教授・金井助教授が理想的」と言ったのに対し、金井は「筆頭講師の沢木先生の方が順序だし適任」と述べており、名前が異なる。
中河（なかがわ）
職業 - 浪速大学医学部付属病院第一外科医局員→舞鶴総合病院医師
瀬戸口（せとぐち）
職業 - 浪速大学医学部付属病院第一外科医局員→舞鶴総合病院医
工藤 修子（くどう しゅうこ）
演 - （78年版）
職業 - 浪速大学医学部付属病院第一外科看護婦
1978年度版キャラクター。第1審の原告側証人。

### 浪速大学第一内科関係者
里見 脩二（さとみ しゅうじ）
演 - 田村高廣（映画版）、根上淳（67年版）、山本學（78年版）、平田満（90年版）、江口洋介（03年版）、松山ケンイチ（19年版）
職業 - 浪速大学医学部付属病院第一内科助教授→近畿がんセンター第一診断部次長（03年版は千成病院内科医長、19年版は関西がんセンター先端医療研究所医師）

鵜飼（うがい）
演 - 小沢栄太郎（映画版、78年版）、河津清三郎（67年版）、丹波哲郎（90年版）、伊武雅刀（03年版）、松重豊（19年版）
職業 - 浪速大学医学部付属病院第一内科部長・教授（老年内科専攻）兼浪速大学医学部長→浪速大学学長 (03年版)
映画版では鵜飼雅行（うがいまさゆき）、1978年版では鵜飼雅一（うがいまさいち）、2003年版では鵜飼良一（うがいりょういち）、2019年版では鵜飼裕次（うがいゆうじ）の名称でそれぞれ登場。
国立浪速大学医学部長（2003年版では後に学長に昇進）、ならびに同大医学部第一内科部長・教授。老年内科を専攻し、政財界に太いパイプを持ち政治力を駆使して医学界に君臨している。駆け引き上手な人物であり、医学部付属病院新館建設などを目指して第一外科教授の東と協力、中央官庁との折衝を行ってきたが、定年退官の迫った東に対して徐々に距離を置き、次期教授をいかに派閥に取り込むかを目論むドライな人物でもある。学究肌の里見とはあまり肌が合わず、その融通のきかなさをもてあましている。
東の後継教授をめぐっては、当初は自身が胃癌疑診として診断した患者を里見が脾臓癌疑診と診断し、財前がこれを執刀した経緯があり、財前に対してはどっちともつかぬ態度を取っていた。ところが、同期生である大阪市北区医師会・岩田重吉会長を通じて財前の義父・又一に会い、強烈なアプローチを受け、財前を自分の派閥に取り込む事が自分にとっても有利であると判断し、財前支持に傾く。教授選では想定外の病理学・大河内教授の参加や整形外科教授・野坂の葛西候補擁立に当惑しつつもなんとか財前を候補に選定。配下ともいえる産婦人科教授・葉山を参謀に臨床科目を固めると共に基礎の一部へも切り崩しをかける。決選投票の際は佃・安西の金沢大学への乗り込みや岩田、又一による大河内教授への贈賄未遂に悩まされつつも、財前を次期教授に当選させる。
財前が誤診で民事訴訟を起こされた際は、一度は見限りかけたが、ここで財前を敗訴させたら自分にも傷がつくと、河野弁護士に弁護を依頼。鑑定人の大河内教授や証人の里見への働きかけには失敗したが、鑑定人の洛北大学・唐木名誉教授に内々に依頼する。財前は勝訴し、原告側に有利な証言をした里見へは研究者としての命脈を断ち切る山陰大学教授という過酷な報復人事を課す。里見は辞表を提出したが、世論を気にして受理せず、中途半端な状態に置く（後に里見は大河内の計らいで近畿がんセンターに就職）。また、学術会議会員選では、従来は全国区は浪速大学系列、地方区は洛北大学系列という取り決めを無視、地方区で立候補する洛北大学・神納教授の内科学会における台頭を抑えるべく、地方区の候補者に財前を擁立。葉山に工作をさせて教授会を強引にまとめ、財前の尻を叩きながら医師会、同窓会、系列大学などと連携し、積極的に選挙運動を展開。野坂の背反行為に肝を冷やしつつも、医師会に働きかけて強引に私学連合の候補者を辞退に追い込んでその票を入手。財前は当選する。
財前が病に倒れた際は、金井達夫の報告を受けて第二外科の今津教授、放射線科の田沼教授と協議。前任教授の東に執刀を依頼する。危篤の報を受けて病室に駆けつけ、肝性昏睡で意識混濁の中にいて、死に際して利害得失を考慮する必要がなくありのままの心情を吐露する事が可能になった財前から「用はない、あっちへ行け。」と面罵されるも、その臨終に立ち会った。なお、財前から面罵された時、無理やり選挙に立たせてしまった結果財前が癌である事を気づかせる機会を逸してしまった、と良心の呵責に苛まれる。
1978年版
おおむね原作通りだが、一連の行動に際して常に自己の利益と保身を優先し己の不利益となる者は躊躇なく切り捨てるという、より利己的な人物として描かれる。
財前の臨終に際しても、良心の呵責等は一切見せず、東に対して平然と財前の後任教授候補についての意見を求めて叱責されるなど、非情な人物としての面が強調されている。
2003年版
おおむね原作通りだが、1978年版同様に利己的な面が強調して描かれている。佐々木庸平の遺族に解剖を承諾させないように目論見、わざと誠意を感じさせない態度で解剖の承諾を求める事によって、遺族が病院への不快感と反感を抱く事を計算し、遺族側から解剖の申し出を拒絶するよう仕向ける。しかし、自ら佐々木一家の帰りを見送った事で、自身の顔と肩書を知っていた葬儀社員が「教授で医学部長の人が見送るのは医療ミスがあった時」と遺族に指摘した事で解剖が一転して行われる事となり、自ら墓穴を掘ってしまった。
財前が倒れ、精密検査で肺がんに罹患した事が判明した際はすぐに告知し、なおかつまだ初期段階だから問題は無いと語った。しかし東の執刀する手術の最中、実際の肺がんの病巣がCT検査の時には映らなかった、広く深く進行していたステージⅣという末期段階のものである事が判明し愕然とする。その後の話し合いでは既に肺癌と告知済みである事から全てを打ち明けるという結論にまとまりかけるが、ショックのあまり事実を受け入れられない又一が隠すよう懇願し、これまでの又一との関係も考えてそれを受け入れた。東と金井による財前に隠すのは不可能だと最後まで反対する声にも「最大限の努力をして隠し通しましょう」との鶴の一言で箝口令を強行した。
その後、自宅では妻の典江に財前が助からないと打ち明けた上で「所詮この程度の男か…」と見限る発言をした。財前が危篤状態となった際には1978年版同様に東に対して後任教授の人事について話を持ちかけるが、それに憤った東から「財前君は生きています」と叱責される。その後、病室に駆けつけた際には財前を心配するそぶりを見せたが意識が混濁した財前から「誰だ君は？あっちへ行きたまえ」と言われて絶句する。佃が即座にフォローに入ったもののさらに一喝され、思わず後ずさった。その後、又一が財前を里見と2人きりにしてやろうと提案した際には、病院の重鎮としてのプライド故か退室を躊躇ったが、最後には東に促され、ほくそ笑みながら他の医局員をおしのけて退室した。
2019年版
原作及び過去の映像化作品と比べて冷酷な部分が抑えられている。
芦川（あしかわ）
職業 - 浪速大学医学部付属病院第一内科助手、ミュンヘン大学留学中
谷山（たにやま）
演 - 堀内正美（78年版）
職業 - 浪速大学医学部付属病院第一内科医局員
1978年版に登場するオリジナルの人物。柳原とは学生時代からの同期。
第一内科の里見助教授に心酔しており、里見の事を「医師である前に、人間とはどうあるべきかの基本を教えてくれた」と語っている。歯に衣着せぬ言い方から、第一外科の医局員とは度々衝突を起こしている。一審の際は柳原の置かれている状況を見抜き、「いい加減な証言をしたら、苦しむのは君自身だ」と忠告を行い、それ以降も真実を話すように諭す描写がある。その一審で柳原が真実を最後まで話さなかった事に悲憤慷慨し、判決が下り大学が無罪判決を言い渡された日に食堂で逆上して昼食中の柳原を激しく責めるあまり他の医局員を巻き込むほどの大喧嘩を起こして、佃達から口々に罵倒されると捨て台詞及び柳原への怒りの忠告を残し去っていった。その後、里見が浪速大学を退職すると同時に共に近畿がんセンターへ転じた。
竹内 雄太（たけうち ゆうた）
演 - 佐々木蔵之介（03年版）
職業 - 浪速大学医学部付属病院第一医局員
2003年版に登場するオリジナルの人物。柳原とは学生時代からの同期。父親は開業医。
第一内科の里見助教授を慕いながらも、学究肌の里見が医学部長の鵜飼教授と度々衝突する事を危惧している。また、里見の政治力のなさや、頑固な性格に呆れているような描写も見られる。
第一外科・財前教授が佐々木家に訴えられた民事訴訟で、原告側証人として出廷した里見が、鵜飼の報復人事を嫌って浪速大学を辞職しようとする際、里見を慰留。この際、「（休日まで実験室に通うような）里見先生のようにはなれない」と涙ながらに訴えた。
同期の柳原とは仲が良く、悩みを相談し合ったり、仕事帰りに柳原のアパートで一緒に食事をしているほどの仲。一方で柳原が医学部内の封建的風潮や、財前と前第一外科教授の東との確執に鈍感な事に対して、何度も苦言を呈している。柳原が裁判で真実を話すべきか煩悶していた際には彼の目の前に置かれた立場を理解した上で「お前、真実を話したらクビどころか偽証罪に問われるぞ」と釘を刺した。その柳原が真実を証言した事や、亀山君子が財前の誤診の決定的な証拠を提出した事で財前は敗訴、結審後肺癌に倒れた財前の手術にも立ち会う。財前の不正に関わった柳原が浪速大学を辞める事を聞いた際には忠告を聞き入れなかった件も含めて「お前も自分で嘘をついたのではないか」と柳原を責めるが、柳原は「（財前に関わった）自分が一番許せないから辞める」と返して去っていった。
特別版でも登場し、贖罪のために外科医師として浪速大学に残留した柳原に対し「お前、成長しないな」とからかいつつも温かい視線を向けている。

### 浪速大学関係者
則内（のりうち）
演 - 川部修詩（78年版）、田口主将（03年版）
職業 - 浪速大学付属病院院長兼浪速大学医学部付属病院第二内科部長・教授（呼吸器内科）
国立浪速大学医学部第二内科教授並びに同医学部附属病院長。同大学医学部長の座を巡り、第一内科・鵜飼教授と争い敗れる。その後は鵜飼との関係は気まずくなったが、鵜飼の方から自己派閥強化のための関係修復をはかるべく様々な懐柔策が取られ、その結果、第一外科教授・東貞蔵の後任をめぐっては鵜飼に同調して財前助教授を推した。
教授会の席上では葛西教授を批判し、葛西を支持する整形外科・野坂教授から「テーベ（結核）ご専門の教授とは思えぬご発言ですな」と手厳しい反論を受けて激高し、感情的な批判で応酬し、教授会は紛糾一歩手前になる。
滝村 恭輔（たきむら きょうすけ）
演 - 西村晃（78年版）、小林稔侍（19年版）
職業 - 浪速大学医学部付属病院第一外科名誉教授。東貞蔵の前任教授にあたり、スムーズに医学界の頂点に上りつめ、退官後も浪速大学名誉教授として君臨。日本学士院会員でもある。
飄逸な人柄で風流に親しみ、日曜の朝は茶室で茶を嗜む。
財前が助教授のときに第一外科主催で喜寿の会が盛大に行われた（その際、封筒に記載する差出人の序列をめぐって東と財前の間で一悶着あった）。
財前が学術会議会員選挙に立候補した際は、その論文集の巻頭の辞を執筆し、当選祝賀会では主賓として祝辞を述べた。
2019年版
喜寿を祝したパーティーで機嫌を損ね、パーティーの開催中止を求めるなど短気な性格が描かれている。また、財前が事前にパーティーの打ち合わせのために自宅を訪問したにも拘らずパーティーの際には財前の顔を忘れている事から、財前は軽度の認知症の疑いがあると指摘している。
今津（いまづ）
演 - 下條正巳（映画版）、長島隆一（67年版）、井上孝雄（78年版）、東野英心（90年版）、山田明郷（03年版）、飯田基祐（19年版）
職業 - 浪速大学医学部付属病院第二外科部長・教授（一般腹部外科専攻）
2003年版では今津昭二、2019年版では今津敏郎（いまづとしろう）の名称で登場。
浪速大学医学部付属病院第二外科部長・教授。自身の教授就任に際して第一外科・東教授の強い後押しがあった事から、強い恩義を感じている。財前曰くメスの腕は今一つとのことで、また政治力にも乏しいことから東と同じタイプの人物と言える。
第一外科後任教授の選考に際しては同じ外科畑という事で選考委員に就任。東教授の意を受けて金沢大学教授・菊川候補を後押し。医学部の大御所的存在である病理学・大河内教授へもさりげなくアプローチしてその意を伝えると共に、臨床・基礎の教授達を回って票を固める。これは東の学閥の実力者であり、菊川を推薦した張本人である東都大学の船尾教授に接近する機会であると共に、野心家であくの強い財前と違って大人しい菊川をリードする事で、主導権を握りたいという思惑でもあった。決選投票の際は整形外科・野坂教授に接近し、船尾より持ち込まれた整形外科学会理事のポストを餌に野坂の持つ7票の入手を画策。しかし、財前を推す鵜飼側からの切り崩しも強く、菊川は落選した。
その後、東が退官し近畿労災病院院長に就任してからは、折に触れて浪速大学の状況を伝えた。東が財前の裁判に積極的にかかわり、K大学・正木助教授に鑑定人を依頼する紹介状を書いたきっかけも、財前が学術会議会員選挙に立候補した事を知らせる今津の電話によるものだった。
財前が病に倒れてからは医師団の一員としてその治療に関わったが、金井によるX線写真を見た鵜飼教授から執刀を依頼された時には、癌専門でない自分の手に余るので東にお願いしたいと固辞し、金井と共に東の家まで頼みに行く（東はこの時は回答を避けたが、その日の夜に訪問した里見脩二から財前の意思を聞いて執刀を決意する）。その後、財前の手術が失敗に終わった際には、里見が制癌剤の使用を主張したのに対して、里見同様に制癌剤の使用には関心を持っていると前置きしたうえで、財前の今の容体は化学療法を行う際の条件に当てはまらないため制癌剤の使用は懸念される、と反対意見を述べる。そして財前が病状を感づいた際には、死の前に教室の後継者やその他の事柄を決めておく必要がある事を理由に財前への告知を主張した。鵜飼らと共に財前の最期を看取っている。
大河内（おおこうち）
演 - 加藤嘉（映画版、78年版）、佐々木孝丸（67年版）、下元勉（90年版）、品川徹（03年版）、岸部一徳（19年版）
職業 - 浪速大学医学部病理学科科長・教授。鵜飼の前任の浪速大学医学部長で、学士院恩賜賞受賞者でもある。
2003年版では大河内清作（おおこうちせいさく）、2019年版では大河内恒夫（おおこうちつねお）の名称で登場。
浪速大学医学部病理学教授。「大河内が癌と診断すれば癌になり、癌でないと診断すれば癌でなくなる」といわれたほどの病理学の大家。「奈良の大仏のような堅物」と評される清廉高潔な医学者であり、研究一途に没頭している。財前や里見の病理学教室時代の恩師にあたり、「医学に絶対はない、故に医者は悩み続けなければならない。君の姿勢を支持する」と里見の学究的な姿勢を高く評価する一方で、野心家であくが強い財前を快く思ってはいない。財前自身もこの事を承知しており、教授選での菊川への辞退強要疑惑を晴らそうとしても自ら大河内の所へ足を運ぶ事ができず里見に自身の誤解を解いてもらうよう懇願したり、死亡した佐々木庸平の解剖を大河内が行ったのを知った途端に慌てふためくなど、財前にとっては非常に近寄り難く大の苦手にしている存在である。
第一外科の後任教授をめぐっては東教授の意を受けた今津教授の訪問を受けて菊川支持を要請されるが、些かも隙は見せなかった。陰謀駆け引きが渦巻く本作の中にあって、学者としての理想と医師としての良心を体現した存在といえる。
独身を貫き、質素な家で世話役の老婆と共に暮らしている。
財前がからむ教授選では選挙運動が白熱化すると見込んで自ら選考委員に立候補、財前を支持する鵜飼医学部長の目論見に反して委員長になる。選考委員会ではついヒートアップする委員達を折に触れてたしなめながら、候補を3名に絞り込む。教授会での投票で決選投票と決まったときは、選挙運動の横行を懸念して投票の即時実施を提言するが、鵜飼にかわされる。また、決選投票前日に鍋島貫治や岩田重吉の訪問を受け、その際に玉露の箱に札束を忍ばせているのを看破し、激怒のうえその場で札束を踏みつける。この事もあり、投票当日に選挙運動の白熱化を憂慮する発言をしたが鵜飼に一蹴される。
その後、財前が誤診して死亡させた佐々木庸平の病理解剖を里見の要請により執刀。死因が術後肺炎ではなく、癌性肋膜炎であると診断する。裁判では第一審、第二審共に鑑定人として出廷し、財前に対する反感を胸に秘めながらも証言においては私情を交えず病理解剖の所見について厳正無私な態度を貫く。また、真実を証言した事で職場を追われた愛弟子・里見の身を案じ、近畿がんセンター第一診断部次長（2003年版では千成病院内科医長）のポストを紹介する。また、控訴審を控えたある日、図書館で柳原に会い、「学位論文も結構だが、良心に恥じない証言をする事だ。君はまだ若く真摯な医師だと聞いている」と釘を刺す。また、財前の学術会議会員選挙立候補を決める教授会では筋の通った考えで反対する。
財前の死に際しては、財前が死の病床でしたためた病理解剖意見書を読んだ後、病理解剖を執刀する。
野坂（のさか）
演 - 加藤武（映画版）、武藤英司（67年版）、小松方正（78年版）、中尾彬（90年版）、山上賢治（03年版）、市川実日子（19年版）
職業 - 浪速大学医学部付属病院整形外科部長・教授、教授選考委員
2003年版では野坂耕一郎の名称で登場する。
2019年版では野坂奈津美（のさかなつみ）の名称で登場し、教授陣の中で紅一点となっている。また脳外科の教授という設定に変更している。
浪速大学医学部付属病院整形外科部長・教授。財前五郎とは犬猿の仲。
教授会では若手の一人で、主流派閥の鵜飼派と対立する新興勢力として皮膚科・乾教授、小児科・河合教授と組んで派閥を結成。
財前の前任助教授であった徳島大学・葛西教授を次期教授に擁立する。第一外科教授選考委員の一人として、並み居る教授連を相手に粘り、菊川・財前と共に教授会での投票に持ち込む。教授会での投票で葛西は敗れるが得票数である7票を獲得。この票数をめぐり、財前・菊川両候補による決選投票において、整形外科学会理事のポストを用意する菊川支持派と、人事権や現金で対抗する財前支持派の双方から強烈な誘いを受けると、財前を勝たせた方が得策と判断し、票を割り振って2票差で財前を勝たせるように仕組んだ。当選当日は、両候補の祝勝会と残念会をはしごするという強かさもみせた。
しかし、その後は財前とことごとく対立、学術会議会員選挙の立候補に対しては露骨に不快感を示す。その後は対立候補の選挙参謀と同県人である事から、対立候補に票を横流ししたり、同窓会、系列大学の中でアンチ財前の気運を高める工作をするなど、派手に選挙活動を妨害した。
葉山（はやま）
演 - 須賀不二男（映画版）、片山滉（67年版）、戸浦六宏（78年版）、立川三貴（90年版）、渡辺憲吉（03年版）、近藤芳正（19年版）
職業 - 浪速大学医学部付属病院産婦人科部長・教授、教授選考委員
容姿は「女のように白い顔」とされる。2003年版では葉山優夫、2019年版では葉山幸彦（はやまゆきひこ）の名称で登場。
教授選にあたっては選考委員の一人として参加、鵜飼の意を受けて財前五郎を推薦。また、財前の義父・又一の経営する財前産婦人科医院への出張手術を引き受けて誼を通じる。同窓会、医師会と連携しながら票を固め、又一や岩田重吉の暴走、財前と反目する整形外科・野坂教授の懐柔に四苦八苦したが、結果的に財前は2票差で当選する。
財前の学術会議選立候補に当たっても選挙参謀を引き受け、野坂による票の横流しに肝を冷やしたが、票と引き換えに鵜飼・財前と共に関西医科歯科大学系列の舞鶴総合病院へ自身の医局員を供出し、対立候補の引き下ろしも奏効して財前は当選。祝勝会では司会を務める（1978年版では、九州での産婦人科学会に参加していたため登場しない）。
乾（いぬい）
演 - 北原義郎（映画版）、伊藤豪（78年版）、山中聡（19年版）
職業 - 浪速大学医学部付属病院皮膚科部長・教授
2019年版では、乾正伸（いぬいまさのぶ）の名称で登場。
浪速大学医学部皮膚科教授。浪速大学の助教授から系列校である奈良大学の教授となった後、7年振りに母校の皮膚科教授に戻る。整形外科・野坂教授、小児科・河合教授と共に、教授会を牛耳る鵜飼派とは一線を画する革新派。
第一外科・東教授の後任をめぐり、財前助教授の昇任を阻止するべく、友人の徳島大学外科・葛西教授を候補に擁立。当選を実現すべく工作したが、教授会における投票では葛西は敗れる。その7票の行方をめぐって野坂、河合らと協議、アンチ財前を貫き菊川支持につくべきだと主張した。
河合（かわい）
演 - 夏木章（映画版）、林昭夫（78年版）、津村鷹志（90年版）、菅原永二（19年版）
職業 - 浪速大学医学部付属病院小児科部長・教授　
2019年版では、河合光雄（かわいみつお）の名称で登場。
浪速大学医学部付属病院小児科部長・教授。整形外科・野坂教授、皮膚科・乾教授と共に、教授会を牛耳る鵜飼派とは一線を画する革新派。
第一外科・東教授の後任をめぐり、財前五郎助教授の昇任を阻止するべく、友人の徳島大学外科・葛西教授を候補に擁立。当選を実現すべく工作したが、教授会における投票では葛西は敗れる。その7票の行方をめぐって野坂、乾らと協議、財前支持に廻って鵜飼医学部長と政治協定を結んだ方が堅実だと主張した。
築岡（ちくおか）
職業 - 浪速大学医学部付属病院第三内科部長・教授
助川（すけがわ）
職業 - 浪速大学医学部公衆衛生学科科長・教授
林田（はやしだ）
職業 - 浪速大学医学部教授(基礎医学)
畑中（はたなか）
職業 - 浪速大学医学部教授(基礎医学)
田沼（たぬま）
演 - （78年版）
職業 - 浪速大学医学部付属病院放射線科部長・教授
吉阪（よしざか）
職業 - 浪速大学医学部付属病院麻酔科部長・教授

## 財前の家族、関係者
財前 杏子（ざいぜん きょうこ）
演 - 長谷川待子（映画版）、瞳麗子（67年版）、生田悦子（78年版）、高橋ひとみ（90年版）、若村麻由美（03年版）、夏帆（19年版）
職業 - 主婦、財前五郎の妻、財前又一の娘
夫は浪速大学付属病院第一外科教授、財前五郎。父親は、産婦人科医院を経営している財前又一。一夫と富士夫の2人の子供がいる。性格は、死んだ母親に似て虚栄心が強く、大阪の下町風よりも兵庫の山の手風が好きで、気取り屋で我儘と又一に評されている。
財前が教授に就任した後、教授を夫に持つ婦人の会合「くれない会」に参加。夫さながらの立ち居振る舞いで、五郎をさらなる有力者に押し上げていく。花森ケイ子の存在は最後まで知らなかった。
財前が倒れた後、真の病状は彼女には伝えられず、財前の手術後は又一や子供たちと共にたびたび財前を見舞う。手術から3週間後、杏子が渡したコンパクトの鏡で黄疸による眼球黄染を確認した事が、財前が真の病状を確信する決め手となった。その際、財前に頼まれて里見脩二へ帰りがけに病室まで来てもらいたい、と電話で伝えた。財前が危篤に陥ってから初めて病状を知らされ、又一と共に病室へ駆けつける。虫の息の財前に「私と子供を残して死なないで!」と叫び、臨終後は嗚咽して動けなくなった。
2003年版
原作と違い財前との間に子供はなく、家庭外で活発に動く現代的な女性として描かれる。愛人であるケイ子の存在も把握しており、自ら彼女に接触するなど大胆な行動に出る。財前の発病後は鵜飼典江からそれとなく夫の容態の重さについて知らされ、思うところがあったのか「お別れを言ってやってほしい」と彼女を病院に呼び出し、財前と2人きりで過ごす時間を与えるほどの関係になる。
財前が危篤になった際は東から人工呼吸器の挿管による延命治療を提案されるが、「そうまでして生きる事を望む人じゃないわ」と拒絶する。
財前 又一（ざいぜん またいち）
演 - 石山健二郎（映画版）、内田朝雄（67年版）、曽我廼家明蝶（78年版）、藤岡琢也（90年版）、西田敏行（03年版）、小林薫（19年版）
職業 - 財前産婦人科医院院長、浪速医師会副会長、財前五郎の義親
大阪医専を卒業後、財前産婦人科医院を開業。一貫した開業医のため、大学教授という肩書きに異常なほどの劣等感を持っており、娘婿の財前五郎を投資株に例え、その教授選や学術会議会員選では莫大な金を投じていく。そのため、婿の五郎の栄達を本人以上に喜ぶ。
また、大阪市北区医師会会長の岩田重吉とは親しい。性格は極めて豪快かつ好色で、妾・時江に料亭を構えさせ婿の五郎にも浮気を勧める度量がある。婿を実の息子のようにかわいがるのと対照的に、自身の娘、杏子をわがままでダメな娘などと平気で言う。ちなみに2003年版ではカツラを被っている。なお、経緯はわからないが、婿に浮気を容認していながら興信所を使って財前の愛人・花森ケイ子の存在を察知していたらしいが、それ自体をとがめだてはせず、怪文書に注意するよう助言する。
財前に対しては、最初は「五郎君」と呼んでいたが、やがては「五郎」と呼び捨てにするようになった。
控訴審直後は敗訴の原因となった里見、柳原、東の3人の事を根に持ち激しく憎んでいたが、財前が手術不能と分かると、それどころではなくなり普通に接している。財前の死期が近づくと、身体的に無理をさせた事を悔いて財前に詫びる。2019年版では、東により臨終が告げられると、「わしが悪かった!無理させ過ぎた…!」と自分の行為を悔いて詫びていた。
財前の死の後日談となる2003年版特別編では、浪速大学へ急患を搬送して来た救急車に同乗した際に同地で柳原と再会する。佃・安西など、かつて財前の取り巻きだった人物が地方へ飛ばされる一方、大学に残る柳原に「君はうまくやった。教授にでも（がん）センター長にでもなれ」と遠まわしに嫌味を口にして去った。
財前 一夫（ざいぜん かずお）
演 - 木村雄（78年版）
職業 - 小学生、財前五郎・杏子の長男
財前五郎、杏子夫妻の長男。母親似で女の子のように気が優しい。小学校の遠足で摩耶山に上る事になり、野山の花をスケッチするのを楽しみにした。癌で入院した財前の見舞いに訪れたとき、帰り際に食べかけのカステラを財前に渡して去る。それが財前が黄疸に気づく遠因となった。
財前 富士夫（ざいぜん ふじお）
演 - 佐久間良（78年版）
職業 - 小学生、財前五郎・杏子の次男
財前五郎、杏子夫妻の次男。父親似で気が強い腕白坊主だが、学業は優秀。祖父・又一の腕白でも勉強ができればいいという信念に影響を受けており、学校内での武勇伝を家族に披露した際に、母の杏子からはたしなめられたが意に介さず、父の財前からは「おじいちゃんの言う通りでいいが、人を怪我させてはいけないよ」と釘を刺された。
花森 ケイ子（はなもり けいこ）
演 - 小川真由美（映画版）、寺田史（67年版）、太地喜和子（78年版）、池上季実子（90年版）、黒木瞳（03年版）、沢尻エリカ（19年版）
職業 - バー「アラジン」のホステス、財前五郎の愛人
バー「アラジン」のホステス（1978版ではバー「シロー」、2019年版ではバー「ラディゲ」）。1978年版では、本来理科学部志望だったが、両親の死後に養ってくれた叔父の意向で女子医大に入るも4年の後期で中退。2003年版では、女子医大の医学部を中退後、大阪北新地でバー「アラジン」を経営するママとして登場する。
財前五郎の愛人であり、財前を愛する一方で、野心うごめく大学医学部の医局の動向を冷やかに見ている。特に教授選の際には、決選投票を前に財前支持の佃や安西が対立候補である石川大学の菊川教授の元に乗り込んで直談判に及んだ挙句捨て台詞を吐いて問題になったが、これはケイ子が唆したものである。鋭い嗅覚の持ち主で、財前が他に愛人を作った事実を体臭から嗅ぎ取り、｢他の女の匂のする男には抱かれるのは屈辱よ｣と怒鳴り、財前の不節操に激怒している。なお、2003年版では、財前はケイ子以外の愛人を作っておらず、あくまでも日陰の女として振舞っている。
第一審の結審後は一時期財前に批判的になるが、控訴審や学術会議会員選挙と多忙を極める財前の身体を気遣う。財前が控訴審で敗訴し、病に倒れた翌日、里見脩二の元に検査に行った直後に彼女の自宅へ行ったのが2人が会った最後となった。財前の手術後、近畿がんセンターに里見を訪れて財前の病状について色々と尋ね、見舞いを希望するが断られたために赤いバラの花束を託する。里見の対応からケイ子は財前の病を悟るが、2人でよく行った木津川の河口で、また元気な財前に抱かれたい、と涙ながらに思った。
1978年版
里見とたびたび面会している他、財前の頼みで財前の実母・黒川きぬの面倒を見るようになる。そしてきぬからたびたび手紙を貰うようにまでなり、体調不良を訴えたきぬが財前の紹介により岡山大学で診察するときには岡山まで行って付き添った。検査の結果を聞いた財前は、選挙と裁判が終わったらきぬを大阪近くに住まわせたいから、そのときには口添えしてほしいと頼む。
最終話では、木津川において逢瀬をしていたが、財前は一時倒れる。気丈に振舞う財前に、疲れてるのよ、と指摘。財前が敗訴し、倒れた後、里見に彼の病状を問いただした時には、見舞いへの同行を勧められるが固辞している。その後、きぬを浪速大病院まで行かせたが、財前に病気を悟られてしまう、と固辞される。その後他界した財前の遺書には、送ってくれたバラの花に対する感謝の言葉と、母を頼む、という（名前こそ書いてはいないが）ケイ子への言伝が書かれていた。きぬを里見と共に浪速大へ向かわせた後、ケイ子自身は財前の死を悟って木津川の河口で涙を流した。
2003年版
財前の仕事関係者からは「彼の行き付けの店のママ」として認知されている。財前の裁判を傍聴しに来た際にきぬと知り合う。その後、以前から関係を知っていた財前の妻・杏子に「最後のお別れを言ってやって欲しい」と病室に招かれ、病床の財前と病院の屋上で別れの言葉を交わし、直後に財前は危篤となり、亡くなった。
そして、きぬを彼の病室まで送り届けた後、自分は何も言わずに去っていった。
加奈子（かなこ）
演 - 夏樹陽子（78年版）、盛本真理子（90年版）
職業 - クラブ「リド」のホステス
財前五郎が接待を受けて訪れたクラブ「リド」で、財前についた若いホステス。その後何度か訪れるたびに、手の匂いをかいで「血の匂いがする」などと財前を挑発。べんち性胃潰瘍の手術で最短時間記録を作った夜に、その勢いで誘い男女の関係になる。その後も度々関係を持つが、財前の愛人である花森ケイ子にはばれていた。その後、学術会議会員選挙を前に身辺整理のため財前から別れ話を持ち出されると、逆に月極契約を持ち出し、財前は口止め料と割り切って応諾した。
時江（ときえ）
演 - 浦里はる美（78年版）
職業 - 「扇屋」の女将、財前又一の愛人
黒川 きぬ（くろかわ きぬ）
演 - 瀧花久子（映画版）、中北千枝子（78年版）、池内淳子（03年版）、市毛良枝（19年版）
職業 - 財前五郎の実母
2019年版では、黒川キヌの名称で登場。
財前五郎の実母で、岡山県和気郡在住。五郎が小学生の時、学校教諭だった夫と死別し、自身の内職と夫の残した財産で五郎を高等学校まで進ませる。その後、篤志家である郷里の医師・村井清恵（せいけい）の支援で五郎を浪速大学医学部に入学させた。一方で、五郎に諮らずに村井の知己である財前又一の婿養子になる話を進め、自身は岡山に残って一人で暮らし続け、10年以上息子とは会う事がなかった。母を故郷に残してきた事を負い目に感じていた五郎は、有給助手となって以降、貴重な給料を割いてきぬへ仕送りを続けていた。
息子が医者になってくれただけで十分に満足したが、養子に出している手前、自ら会う事はなく、無理をして頑張っているのではないかといつも危惧し、息子に関する新聞記事などを切り抜きしていた。その後は大学教授になった五郎が訴えられた事を心配していたが、五郎が一審に勝訴した1ヵ月後に持病の高血圧のため死去した。
1978年版、2003年版、2019年版
原作と異なり死亡する事なく最後まで登場している。財前の愛人であった花森ケイ子とは影から見守る同じ立場として、裁判中より交流している。病院に駆けつけたのも息子の最期を迎えた後であった。
特に1978年版では、控訴審の最中に自ら浪速大学を訪れた際にケイ子と知り合い、以後文通する仲となった。その折、自身の体調の不調を綴った手紙がケイ子から五郎に知れる事になり、五郎の紹介で岡山大学にて診察を受けている。きぬが一人岡山で黙々と耐えているのを不憫に思ったケイ子は今後の事を五郎に問いただすと、五郎は「日本学術会議会員選挙と裁判が決着したら大阪へ呼び寄せるつもりだ」と語っている。また、財前が敗訴し倒れたのちには、ケイ子によって浪速大学の五郎の病室近くまで連れて行かれるが、自分が見舞いに行く事で五郎は病気の深刻さに気付き苦しむ事を恐れ、これを固辞して病院を辞去する。五郎が危篤に陥った際には里見脩二と共に病室へ向うが臨終には間に合わず、きぬはベッドの上に泣き崩れた。財前は今際の際に、「母さん」と言葉を発していた。2003年版では財前の死の翌朝、ケイ子に付き添われて遺体と対面し「良く頑張ったね、ご苦労様でした」と優しく語りかけていた。
2019年版では、杏子から電話で財前の死期が近付いている事を知らされる。杏子からは臨終を看取って欲しいと告げられるも、その頼みを敢えて拒否し、財前の臨終には立ち会わなかった。一方で、財前とは電話で最後となる親子の会話を交わしている。

## 里見家関係者
里見 三知代（さとみ みちよ）
演 - 白井玲子（映画版）、上村香子（78年版）、石井めぐみ（90年版）、水野真紀（03年版）、徳永えり（19年版）
職業 - 主婦、里見脩二の妻
里見脩二の妻。父親は名古屋大学名誉教授の羽田融。脩二との間に長男・好彦がいる。聖和女学院卒で、東佐枝子と同窓（2003年版では佐枝子の先輩）。ピアノを得意とする。
聡明で貞淑な良妻賢母。余計な事を言わず、父・羽田の教えの通り家事、雑事を一手に引き受けながら夫の学究生活を支えた。しかし、財前五郎の裁判で原告側証人として出廷し、その結果、浪速大学を去る羽目になりながらも裁判に関わり続ける夫を案じ、聖和女学院の先輩である鵜飼教授夫人からも恫喝されたため、心労をきたす。また、佐枝子と夫の関係にも悩まされる。
1978年版
里見と佐枝子の関係は危うく一線を越えそうになり、三知代は佐枝子にこれ以上里見に近づかないで欲しいと懇願、それを知った里見に叱責される。
2003年版
教授婦人の集まりである「くれない会」に呼ばれ、夫・里見を証人出廷させないよう恫喝を受ける。必死に止めようとしても証人出廷をしようとする里見に対し、「私はそんな立派な夫は要らない」と怒りを露わにして実家に帰るが、ほどなく帰宅し、妻として支えていく事を決意した。
2019年版
原作などにあった「くれない会」からの恫喝はカットされている。本作では原告側弁護士の関口が自宅を訪れ、夫・里見に裁判の証人として出廷して欲しいと頼まれるのを立ち聞きする。夫が大学に楯突く事になるのを心配して証人出廷を止めようとするが、結局止めるには至らなかった。
里見 好彦（さとみ よしひこ）
演 - 片岡涼（03年版）、鳥越壮真（19年版）
職業 - 里見脩二・三知代の息子、登場時8歳
羽田 融（はた とおる）
職業 - 里見三知代の父、名古屋大学医学部長
父を早く亡くした脩二にとって、普通の舅と、その娘の夫という間柄以上の親しみと、尊敬を抱いている。
宛てた手紙に息子の事を脩二を見習い、研究一筋に励むよう申し付けた事を記した。
里見 清一（さとみ せいいち）
演 - 岡田英次（78年版）
職業 - 里見医院（内科・小児科院長）、里見脩二の兄
大阪市内にて医院を経営する内科医。洛北大学卒で、第二内科講師まで昇進したが、主任教授と意見が合わずに退職して大阪市内で開業。弟の里見脩二とは年が13も離れており、脩二にとってはいわば親代わりのような存在で、事ある度に医院を訪れては心情を吐露する。また、裁判の際には脩二が出廷する事による将来への影響を心配しつつも、医師としての良心を貫き通す姿勢へも共感し、その葛藤で悩む事になる。
なお、現役の臨床医でもある書籍『偽善の医療』（2008年、新潮新書、新潮社　ISBN 978-4106103063）の筆者は、現代医療への批判を込めてこのキャラクターの名称をペンネームにしている。

## 東家関係者
東 政子（あずま まさこ）
演 - 岸輝子（映画版）、木暮実千代（67年版）、東恵美子（78年版）、高畑淳子（03年版）、高島礼子（19年版）
職業 - くれない会副会長、東貞蔵の妻
東貞蔵の妻で、浪速大学の医学部教授の夫人たちで構成される会「くれない会」の副会長（原作では副幹事）を長年務めている。
会長（原作では幹事）である鵜飼夫人（鵜飼医学部長の妻）の会長再選の際の副会長指名では則内夫人を指名した事で、衝撃を受ける（鵜飼教授が定年間近の東に見切りをつけ、則内に鞍替えした事が原因ともいわれる）。虚栄心が強く、夫や医学部内の動向に人一倍敏感であり、事ある毎にそういう面には鈍感な夫に苦言を呈している。一人娘の佐枝子の縁談も悩みの種。財前五郎の裁判に関しては関わりになる事を恐れ、里見脩二や関口弁護士の来訪時にも棘のある言い方で釘を刺し、佐枝子の介在についても強く反対した。また、財前の癌の執刀を依頼するために里見が東邸を訪れた際には「お気の毒でございますこと」と口では言いつつも笑みを浮かべるなど、恩讐の彼方に弟子を救おうとした夫と比較して冷酷な面が目立つ。
1978年版
娘の佐枝子が亀山看護婦と文通をしている事を知り叱りつけるなど、看護職に対する徹底した階級的優越感と差別意識を持つ。
2003年版
原作及び1978年版の時代とは看護師のステータスが全く異なっており、原作の階級意識を作品中で表出させる事は出来なかった。
2019年版
夫・東が財前の医療裁判に関わる事には、「深入りをしないで下さいね」と制するなど、原作と比べて強く反対しない。里見の訪問時には彼を丁重にもてなす一方、医療裁判の際には、一切の嘘偽りなく法廷で真実を話す彼に「里見さんの馬鹿正直にも困ったものね」と呆れる様子も見せる。控訴審で佐枝子が介在する事には反対しないが、里見には夫を巻き込まないよう釘を刺している。
東 佐枝子（あずま さえこ）
演 - 藤村志保（映画版）、村松英子（67年版）、島田陽子（78年版）、紺野美沙子（90年版）、矢田亜希子（03年版）、飯豊まりえ（19年版）
職業 - 東貞蔵・政子の娘
東貞蔵の長女で、家事手伝い。聖和女学院出身で里見脩二の妻・三知代と同級生（1978年、2003年版では三知代の後輩）。性格は、正しいと信じると一途に突き進む正義感の強さを持ち、また現実から遊離した理想主義に走ったり、親友の夫である里見に横恋慕したりするなど無鉄砲な面もある。
学閥や門閥にこだわる両親とは縁遠くなり、また、父親が身を置く大学病院に代表される、権謀術数乱れる日本の医学界を忌まわしく思っている。これは兄が親の圧力に強制的に医師の道を歩まされ、その後早逝した事も嫌う一因となったとみられる。
東が後任教授候補に推した金沢大学の菊川教授との縁談が持ち上がったが、菊川の落選で立ち消えになる。一方で、三知代を通して里見と知り合い、風邪をこじらせて受診した事をきっかけに徐々に親しくなり、財前の誤診裁判において里見の正義感の強さと実直な人柄に触れ、やがて強い恋心を抱くようになる。財前の裁判において、控訴審では里見を積極的に支援。特に元病棟婦長・亀山君子の被告側証人としての出廷は佐枝子の力によるところが大きかった。しかし、三知代は次第に里見と佐枝子との関係を疑い、彼女からこれ以上里見に近づかないで欲しいと懇願される事態にまでなった。
財前が癌で倒れた後、東の元へ手術の執刀を依頼した里見を見送る際に、財前の病状について問いただす。そして里見が去った後、未練を断ち切るようにして自宅へと戻った。
1978年版
財前の誤診裁判をきっかけに里見の正義感の強さと実直な人柄に触れ、強い恋心を抱くようになる。しかし、妻帯者の里見とのかなわぬ恋心を父貞蔵から諭され、悩んだ挙句、里見らの同期で、折から妻を亡くしたばかりで後妻の口を探していたネパール在住の医師・田代に嫁ぐことを両親に相談せず決意する。娘のネパール行きに悩んだ貞蔵は娘が慕う里見に彼女を説得するよう依頼。しかし、佐枝子にとって残酷ともいえるこの里見の説得は聞き入れられず、また思い余った佐枝子は自身の想いを里見に打ち明けるが受け入れられなかった。そして、財前が亡くなったその日、田代に嫁ぐべく単身ネパールへと発った。
2003年版
大学院を卒業後、関口弁護士の事務所で仕事の手伝いをするようになる。その中で佐々木庸平の裁判にも関わり、控訴審では里見の支援に回った。
東 哲夫（あずま てつお）
職業 - 東貞蔵・政子の息子（故人）
中国文学を専攻する事を望んだが医学者の父と祖父の強固な反対にあい、無理に無理を重ねて理科系の勉学に苦しんだ挙句、高等学校から医大に入学したその年に胸を病み、戦後の食糧不足が加わり夭逝した。2003年版では登山中の事故で死亡している。

## くれない会関係者
鵜飼夫人（うがい‐）
演 - 野村昭子（78年版) 、野川由美子（03年版）、浅田美代子（19年版）
職業 - 鵜飼医学部長の妻、くれない会長。2003年版、2019年版では鵜飼典江の名称で登場。
則内病院長夫人（のりうち‐）
演 - 橘ユキコ（03年版）
職業 - 則内病院長の妻、くれない会副会長

## 医師会関係者
岩田 重吉（いわた じゅうきち）
演 - 見明凡太朗（映画版）、多々良純（67年版）、金子信雄（78年版）、高城淳一（90年版）、曽我廼家文童（03年版）、岩松了（19年版）
職業 - 岩田医院（内科）院長、浪速医師会会長
大阪市内で岩田医院を経営。浪速大学医学部卒で、同期には同大学医学部長・鵜飼教授で「俺、お前」の関係。大阪市北区医師会長であり、副会長である財前五郎の岳父・財前又一とは遊び仲間でもある。
過去、浪速大学医学部長選において岩田が各方面に便宜を図り、半ば強引に鵜飼教授を医学部長に押し込んだという経緯がある。
基本的に慎重派の策士であるが、ここぞという時には医師会長としての立場を生かし、持ち前の押しの強さで高圧的に物事を運ぼうとする。駆け引き上手の鵜飼をして「医師会上層に上り詰めただけあって、圧力の掛け方が見事」と言わしめる人物。財前五郎の教授選を前に料亭「扇屋」で又一によって五郎と引き合わされ、鵜飼との間を取り持つ。後々の大学長選のため面倒には関わるまいと、保身的な立場を取る鵜飼に対して強力に説得を行い、鵜飼の派閥も含め財前推進派として取り込む事に成功した。その後も何かと先走ろうとする財前親子を諭しつつ、根回し戦略などを取り仕切る影の支援者であったが、同窓会幹部で市会議員の鍋島貫治と共に大河内教授宅に押しかけて金銭懐柔しようとするなど、戦況の悪化時など自ら強硬策を講じる事もあった。
後の財前の学術会議会員選挙では、医師会長である立場を活かして各方面に圧力を含む工作を行う。対立候補の一人、繁藤教授の引き下ろしに際しては、最初は医師会長としての立場を優先したが、鵜飼からの懇願に負けて、鍋島と共に対立候補の私大病院の地鎮祭に押しかけて圧力をかけた。
1978年版
財前が倒れた後に真鍋貫治と共に見舞いに行くが面会謝絶され、鉢合わせした佃友博に財前の病状について問いただして、「もし癌だったら我々が投資した分がパーになってしまうからな」と言い残す。それに対して佃は、「あれは見舞いじゃなくて探りに来たな」と感想を安西に漏らす。
鍋島 貫治（なべしま かんじ）
演 - 潮万太郎（映画版）、渡辺文雄（78年版）、山田純大（19年版）
職業 - 鍋島外科病院院長、大阪市議会議員
1978年版では、真鍋貫治（まなべかんじ）の名称で登場。
浪速大学医学部卒で、大阪市内で外科病院を経営、および大阪市市会議員。浪速大学医学部同窓会幹部でもある。財前にはしばし出張手術を依頼したりベッドを融通してもらうなどの関係であった。
北区医師会の岩田重吉と共に、財前の教授選及び学術会議会員選を支援。宴席でも議会での演説のような口調でしゃべる。
大原（おおはら）
職業 - 大阪府市医師会長

## 教授選関係者
船尾 徹（ふなお とおる）
演 - 滝沢修（映画版）、中村伸郎（67年版）、佐分利信（78年版）、藤田敏八（90年版）、中原丈雄（03年版）、椎名桔平（19年版）
職業 - 東都大学医学部第二外科主任教授→（03年版：東都大学医学部長、日本外科医学会会長）
映画版では船尾厳（ふなおいわお）、1978年版では船尾隆（ふなおたかし）、2003年版では船尾悟（ふなおさとる）の名称でそれぞれ登場。
東都大学医学部第二外科教授。厚生省にも顔が利き、医学会の人事権を広く握るなど日本医学界を牛耳る人間の一人。
東京の学会の後、定年を間近に控えた浪速大学医学部第一外科・東教授と会食。東から後任者推薦相談を受け、金沢大学の菊川昇教授ら2人を推薦する。東が菊川を希望したので、京都で行われた学会で特別講演に招聘された菊川と京都の料亭で引き合わせた。教授選は決選投票に持ち込まれ、野坂教授の持つ7票を固めるために、欠員となっている日本整形外科学会の理事就任を条件として提示した。また、浪速大学から2名の助手が自分の元に押しかけて辞退を強要したという報告を菊川から受け激怒。大阪に飛んで東や今津教授と会合し、様々な割り振りをして再度票固めを行った。
菊川の落選後は、近畿労災病院の院長候補として東とは別の候補者を推薦するなど東との関係が壊れる。
映画版
財前の裁判において控訴人側証人として出廷し、財前を批判しつつも今後に期待する旨の発言した。
2003年版
財前側証人として出廷して財前を擁護している。
菊川 昇（きくかわ のぼる）
演 - 船越英二（映画版）、南原宏治（67年版）、米倉斉加年（78年版）、有川博（90年版）、沢村一樹（03年版）、筒井道隆（19年版）
職業 - 金沢大学医学部付属病院血管外科部長・教授。教授選立候補者
金沢大学医学部教授（1990年版では能登大学、2003年版では石川大学、2019年版では金沢国際大学）で、専攻は心臓外科。東都大学医学部出身。温和で控えめな学究肌。
定年を間近に控えた浪速大学医学部第一外科の東教授が、東都大学の船尾教授に財前助教授への対抗馬の推薦を依頼した際に、船尾が推薦した候補者の一人（もうひとりは亀井慶一教授）となる。東は菊川が先年妻を結核で亡くした事に着目、単に自分の後継者だけではなく、一人娘である佐枝子の伴侶としても最適と判断。京都で行われた学会で特別講演をした後、東や船尾と会食、その夜は東宅に宿泊し佐枝子を紹介される。菊川は立候補を望まなかったが、東と船尾によって権力闘争に巻き込まれていく。
決選投票で候補に残ったが、第一外科の佃と安西の来訪を受け、候補辞退を強要された挙句に「当選するような事態が起きた場合、医局員一同は一切協力をしない」という捨て台詞を叩きつけられる。菊川は船尾に電話して候補辞退を申し出るが、逆に船尾に一喝される。決選投票では財前に2票差で敗れる。落選後そのまま金沢大学に勤務していた模様で、東政子の言によれば、大阪で開かれた心臓外科学会出席の際には近畿労災病院まで東に挨拶に訪れている。
2003年版
離婚歴がある設定。決選投票前の東との会話において「落選したら石川大学にも居られなくなる。そうなったらオーストラリアに渡ります。あちらには医局などという不可解な組織もなく、研究に没頭出来る」と述べている。また、落選を東から電話で聞き、東の詫びを聞いた後、選挙結果は予想できたと述べて、「わたしは船尾先生、東先生の道具にすぎず、財前先生は周りのもの全てを道具にして突き進んだ…どちらが勝つかは明らかです」と、穏やかながら戦いの本質を抉り、また東への皮肉とも聞こえる言葉を残した。
葛西 博司（かさい ひろし）
職業 - 浪速大学病院第一外科助教授→徳島大学医学部第一外科教授。（2003年版では徳島医科大学外科教授、2019年版では徳島福祉大学外科教授）教授選立候補者
徳島医科大学外科教授。浪速大学医学部出身で、同第一外科の財前五郎の前任助教授にあたる。
年来の友人である浪速大学整形外科・野坂教授により、第一外科・東教授の後任候補の一人にノミネートされる。書類選考では財前、菊川昇と共に残るが、投票では敗れる。映像作品ではいずれも名前だけの登場となっている。

## 裁判関係者

### 佐々木商店関係者
佐々木 庸平（ささき ようへい）
演 - 南方伸夫（映画版）、田武謙三（67年版）、谷幹一（78年版）、小鹿番（90年版）、田山涼成（03年版）、柳葉敏郎（19年版）
職業 - 繊維卸業「佐々木商店」社長、胃噴門部癌患者
大阪船場で繊維卸業を営む株式会社佐々木商店の代表取締役（2003年版では、弁当屋）。家族は妻・よし江、長男・庸一以下二男一女。裸一貫からの叩き上げのワンマン社長。
胃の不調を訴えて浪速大学第一内科・里見助教授を受診。透視や内視鏡に加え、里見独自の検査法である生物学反応による検査を実施するが、極めて微妙な結果しか得られなかったので、第一外科・財前教授に診察を依頼。財前の透視でごく早期の噴門癌が発見され入院した。その際、財前の横柄な態度と病棟の冷たい雰囲気に辟易する。また、胸部X線写真に若い頃に結核を罹患した際の瘢痕ともいうべき陰影が発見され、柳原医局員は財前に「念の為に断層撮影をしておくべき」と申し出たが、即座に却下され、庸平の癌転移巣の疑いを持った里見も財前に強硬に掛け合うが、やはり一蹴され、予定通りに手術は行われた。
暫くは安定していた庸平の容態はやがて悪化。財前は術後肺炎と診断し抗生物質の投与を命じるが、里見は癌性肋膜炎を疑う。財前に胸部の再検査を提案するも、財前は海外の学会出張前で保険扱いの患者の容態など眼中に無く、遂には里見の対診を拒絶。一度も病室を訪ねないまま日本を出発する。庸平の容態は日増しに悪化、遂に呼吸困難を起こし、胸腔穿刺による胸水を吸引の際には一目で血性とわかるほどであった。財前不在の中、医長代理の金井助教授の指示で措置が取られたが、術後21日目で死亡した。遺体は病理解剖され、死因は癌性肋膜炎による心不全とされた。
なお、遺族は民事訴訟を起こし、佐々木商店は経営不振と専務・杉田の売掛金持逃げなどにより行き詰まり、庸平が入院に先立って「雁鉄砲」の喩えで危惧したとおりに倒産した。
2003年版
描かれ方が大きく異なり、妻・よし江が、がんフォーラム会場に出席していた里見への相談がきっかけで受診し、やや進行した食道がんと診断される。極めて医者・病院嫌いという背景描写と、家業（弁当製造販売）への執着なども手伝って検査・問診等に対し不遜な対応に終始する。その態度に業を煮やした教授選での多忙の中にあった財前の対応の悪さも相まって、不安を抱いたまま執刀を待った。
胸部CTで左肺に炎症性変化と読影でき、確信には至らないものの食道がんから肺への転移巣である可能性を完全には否定できない陰影が発見される。これを財前は庸平がヘビースモーカーである事と肺炎の既往がある事を理由に、単なる肺への負担で出来た炎症性変化による陰影に過ぎないと考え、慎重な検査を進言する柳原や里見を一蹴した。しかし、実際には東教授の退官日に顔を会わせたくないという財前の思惑から退官日当日に予定されていた手術が強行されたという側面があった。
最終回では財前が今際の際にがんセンターに転院を勧める内容の譫言を口にする場面があるなど佐々木を死なせた事に責任を感じる描写がなされた。
2019年版
膵臓癌である事が判明し、財前の手術を受ける。術前では柳原や里見から陽電子放射断層撮影（PET検査）を進言されるも財前は拒否。手術中、柳原から肝臓の異常について生検に提出する事を財前に進言するが、財前はこれも拒否。膵臓癌の手術自体は成功するが、その後容体が急変。財前は手術後の胆管炎と言って抗生物質の投与を柳原に命じるが、里見は別の可能性を疑う。財前は里見や柳原の対診を最後まで拒絶、庸平は肝不全により死亡。大河内により病理解剖された事で、血管内リンパ腫で肝不全を起こしていた事が判明した。これまでの映像作品や原作と異なり、庸平の直接の死因となった肝不全は、財前が手術した癌そのものとは無関係である。ただし、財前の誤った判断が死を招いたという部分は共通している。
佐々木商店のその後については、庸平の死の影響で経営難に陥っている姿は描かれたが、倒産したというエピソードはカットされている。
佐々木 よし江（ささき よしえ）
演 - 村田扶実子（映画版）、田中筆子（67年版）、中村玉緒（78年版）、坂本スミ子（90年版）、かたせ梨乃（03年版）、岸本加世子（19年版）
　職業 - 主婦、佐々木庸平の妻
佐々木庸平の妻。長男・庸一以下二男一女の母。株式会社佐々木商店創業以来、夫を支え続けた。
夫が胃の不調を訴えて浪速大学第一内科・里見助教授を受診して以来ずっと付き添い、容態急変の後も苦しむ夫を必死で看病した。その死後は病理解剖に附する事を拒んだものの、里見や長男・庸一らの説得で応じ、執刀する大河内教授に「顔だけはいじらないで欲しい」と懇願する。死因が執刀医・財前五郎の誤診と判明した後は告訴を決意、繊維業協会の理事から関口仁弁護士を紹介され、代理人を依頼する。また、佐々木商店の代表取締役となり、商いを続ける。
第一審は当事者尋問に立ち、河野の尋問に激昂して被告・財前につかみかかる。しかし、柳原の偽証や鑑定などもあり、道義的責任は問われたものの法的な責任はないという判決理由で敗訴し、関口と共に直ちに控訴する。しかし控訴審は、よし江にとって茨の道であった。佐々木商店は経営不振と専務・杉田の売掛金持逃げ、元売の商品引き上げなどにより行き詰まり、やがては倒産した。その債権者集会は修羅場となり、よし江は債権者から吊るし上げられ、位牌を掲げて土下座した。その後、元売の一人・大村伝助の計らいで共同販売所に入り、佐々木商店の商号は使えなかったため、村木商店の商号で事業を継続する。その共販所も、かつての社長夫人であるよし江や息子の庸一には実に辛いところであった。
審理においては、法廷で証言に立った受持医の柳原に真実を証言するよう懇願したが、そのときは柳原は真実を証言しなかった。しかし、私立K大学・正木徹助教授による胸部エックス線診断、北海道大学・長谷部一三教授による化学療法、近畿がんセンター・都留利夫病理室長による切除胃の病理検索など様々な新しい知見が出され、また当事者尋問では柳原がついに真実を証言、転移を考慮した治療計画に対する配慮の欠如と術後一週間での容態悪化に際した化学療法関連以外は主張を退けられながらも勝訴を勝ち取る。
2003年版
後述の通り、信平や従業員に見限られ売上金も取り上げられた事から自宅店舗を売り払い、軽自動車の移動弁当販売で生計を立てつつ控訴審の費用を捻出している。
控訴審での勝訴後は、関口の法律事務所で息子・庸一と共にささやかな勝訴祝いを行うが、勝訴した直後に法廷内で自ら訴えた財前が倒れた姿を目の当たりにしたためか、後味の悪い表情を浮かべていた。
2019年版
原作と違い、経営は苦しくなったものの倒産により店舗を売り払うという展開はカットされている。1978年版で売掛金を持ち逃げした専務の杉田は、杉田寿広の名前で登場（演 - 中村育二）。佐々木親子を支える好人物として描かれており、庸一が大学を卒業するまで店を続けてはとよし江に勧める。一方で、財前が示談金として1億6000万円を支払うという意思を示した際には、佐々木親子のこれからを心配し、示談を受け入れる事を勧めている。
一審では敗訴したが、控訴審では財前側の逆転敗訴となり、損害賠償金8000万円を支払う事、財前の注意義務違反を認定するなど、全面的に訴えが認められた形で勝訴した。
佐々木 庸一（ささき よういち）
演 - 中島久之（78年版）、中村俊太（03年版）、向井康二（19年版）
職業 - 大学生、佐々木庸平・よし江の長男
佐々木庸平・よし江夫妻の長男で、大学生。大変に親思いの青年で、父が胃癌で浪速大学付属病院に入院した際は自らライトバンを運転して病院まで送った。父の死に際して死因に納得せず、母を説得して病理解剖を依頼。解剖の結果、死因は術後肺炎ではなく癌性胸膜炎と判明した際は激怒し、受持医であった柳原弘を詰問。執刀した財前五郎教授と共に法的責任の追及を明言する。初診した第一内科助教授・里見脩二は「誤診などと軽々しく口にするものではない」とたしなめるが、遺族の決意は固かった。
母を助け、家業を手伝いながら関口弁護士と共に裁判を戦い抜く。佐々木商店が経営不振に陥り、倒産した後は大学を中退、共同販売所で母と共に商いを続けた。経営不振にあえいでいたときに、様子を見ていた柳原を見つけて後を追おうとするが失敗する。
しかし、控訴審の終盤で柳原が財前に偽証を強要されていた事を告白して以降は彼に同情するようになり、控訴審判決前日には関口に、偽証罪で告訴されないか、と心配さえするようになった。
2003年版
原作と異なり兄妹はなく、一人息子という設定に変更。父親の生前や、第一審中は荒々しい言動も多かったが、控訴審からは金髪に染めていた髪を黒髪に戻し、性格も少しは落ち着いたものになっている。
2019年版
2003年版と同様、一人息子の設定。父の死で佐々木商店の経営が苦しくなるも、倒産するという展開は描かれないため、大学を中退するという展開はカットされている。
佐々木 信平（ささき しんぺい）
演 - 奥野匡（67年版）、小鹿番（78年版）、廣川三憲（03年版）
職業 - メリヤス店店主、佐々木店庸平の弟
佐々木庸平の弟で、近所でメリヤス店を営む。兄・庸平の入院後はしばし見舞い、急死の際は死を看取る。死後は妻・よし江、長男・庸一を側面から支援。裁判の際も一審、二審共に第一回目の審理で証言台に立ち、死の模様を証言した。一審は被告代理人の河野弁護士に言葉尻を捉えられたが、二審は佐々木庸平の死と佐々木商店の経営不振との因果関係を明確に関連付けた。
2003年版
庸平が営む弁当屋の従業員として登場。兄の死後、よし江が裁判に臨む事に対し、裁判沙汰で売り上げが激減した事などから不満を抱き、難色を示していた。一審敗訴後、再審に臨もうとするよし江に激怒、不満を持った従業員全員を引き連れ、よし江の元を去っていく。その際に残った売上金を自分を含めた従業員への退職金と新店舗を出す資金として全て取り上げる。
野村（のむら）
職業 - 元売・丸高繊維の営業部長
佐々木商店に出入りする大手元売「丸高繊維」の営業部長。佐々木庸平の急死で佐々木商店の経営が傾いたのを敏感に察知し、極めて冷淡かつ強硬な態度で代金回収をはかる。一度は未亡人・佐々木よし江の懇願により支払延期に同意したが、支払いのめどが立たなくなったと判断して日曜日の早朝に商品を引き上げにかかった。このやり方は「真珠湾攻撃」と異名をとる厳しい手法であった。
債権者集会では口を極めて佐々木親子を罵倒し、死んでお詫びするというよし江に対して、「ほんなら手伝（てつど）うたろか！」とまで言い放ったため、後に債権者委員会の委員長となる大村伝助から、「冗談でも言って良い事と悪い事がある。船場の商人には商人なりの情があった筈だす」と窘められ、ばつの悪い表情を見せ黙り込む。
1978年版では、姓が青木になっている。
大村 伝助（おおむら でんすけ）
職業 - 元売・佐々木商店債権者委員会委員長
佐々木商店に商品をおろしていた元売の一社の主。情け深い性格で、年齢は70歳を超えている。佐々木庸が商売を始めた頃からの取引相手であり、その死後、他社が次々と掌を返す中で未亡人の佐々木よし江、長男の庸一らを親身になって支援する。修羅場が予想された債権者集会を神社で行う事を提案。激しい言葉を浴びせかける元売たちを制止してその場を鎮め、債権者委員会の委員長となる。
倒産の後はよし江親子が共同販売所で商売を続けられるように便宜を図り、厳しい商いを強いられるよし江親子を見舞って温かい言葉をかけた。よし江はその恩義を表すべく、商号は大村の名前から村の一字をもらって「村木商店」とした。

### 第一審関係者
関口 仁（せきぐち　ひとし）
演 - 鈴木瑞穂（映画版）、渥美国泰（67年版）、児玉清（78年版）、江藤潤（90年版）、上川隆也（03年版）、斎藤工（19年版）
職業 - 関口法律事務所所長、佐々木よし江・信平・庸一の弁護士
2019年版では関口徹（せきぐち とおる）の名称で登場。
大阪市内で法律事務所を経営する弁護士。胃癌の肺転移による癌性肋膜炎により死亡した佐々木商店代表取締役・佐々木庸平の遺族が、浪速大学第一外科・財前五郎を訴えた裁判で、原告側の代理人を引き受ける。
正義感あふれる社会派の弁護士で、報酬を度外視して奔走。自ら医学を学び、医者の厚い壁に阻まれながらも証人、鑑定人を探し回り、出廷を要請、説得して回った。初診をした里見脩二、財前の前任教授・東貞蔵やその娘佐枝子のバックアップもあり、第一審では敗訴したものの、控訴審では勝訴。予備的な請求が認められたもので、いわば一部勝訴であるが、鑑定に重きを置くが故に医師側に有利とされた医事紛争に一石を投じたものとなった。
控訴審を終えて、請求どおりの額が認められなかった事を原告側に詫びていた。
2003年版
佐々木庸平が亡くなる前から登場しており、就活中の東佐枝子が面接のために訪れている。大手事務所から独立して事務所を開業したものの大きな裁判に連敗し廃業を決意した矢先、佐々木よし江・庸一からの依頼を受ける。
一審で敗訴するも里見・東らの援護を受け徐々に弁護士としての自信と誇りを取り戻していく設定となっている。控訴審でも途中までは劣勢だったが、争点を「医師の患者への説明義務」へずらした事によって形勢を逆転させる。
2019年版
かつて河野法律事務所に所属していたという設定が追加されている。財前側の弁護を担当する国平とはその頃からの知り合いで、彼のやり方には反発しており、良く思っていない。
初めは、医療裁判が医師側に有利である事や、財前側が示談金として1億6000万円を支払う事を佐々木親子に話すが、最終的には裁判で戦う決意を固めた佐々木親子を支える形で弁護を担当する。
第一審では敗訴するが、控訴審では佐枝子のバックアップや新たに原告側の証人として出廷した亀山君子の証言、第一審で財前のために心ならずも偽証し、財前が全責任を転嫁させようとした事に耐えかねた柳原が在廷証人として語った真実と彼が保管した改ざん前の手書きのカルテの原本という新たな証拠が決め手となり、控訴審に勝利する。その結果、佐々木親子が求めた損害賠償金8000万円とこれに対する支払済みまでの年五部の割合による金員の支払いが財前側に命じられ、財前の注意義務違反も認められるなど、全面勝訴という形で裁判に勝利した。また、「庸平の死は不可抗力によるもの」という財前の主張は認定されず、周囲にそう思わせるため柳原にカルテの改ざんを命じた事に対しても、「財前の倫理的・社会的責任を厳しく追及すべき」という裁判所の判断も下される事となった。
河野 正徳（こうの しょうとく）
演 - 清水将夫（映画版）、清水元（67年版）、北村和夫（78年版）、近藤洋介（90年版）、福島勝美（03年版）、矢島健一（19年版）
職業 - 河野法律事務所所長、大阪弁護士会会長、財前五郎の弁護士
大阪市内で法律事務所を経営。胃癌の肺転移による癌性肋膜炎により死亡した佐々木商店代表取締役・佐々木庸平の遺族が、浪速大学第一外科・財前五郎を訴えた裁判で、被告側の代理人を引き受ける。老練な策士で、第一審では巧みに柳原に責任を転嫁するなど財前側を勝訴に導く。しかし、控訴審では汚職事件の弁護を引き受けた関係で、少壮の国平弁護士が主に手がける形となった。財前の控訴審敗訴の翌日に代理人として最高裁に上告して以降、国平と共に描写が無くなるが、財前が病床で上告理由書を書き上げているため、打ち合わせのため面会した可能性が示唆される（2003年版では、国平が草案を手術後の財前に渡している）。
なお、2003年版では河野は国平を紹介するだけの登場に留まっている。
小山 義信（こやま よしのぶ）
演 - 久松保夫（67年版）、田中明夫（78年版）
職業 - 千葉大学教授、日本癌学会会長、財前五郎側鑑定人
千葉大学医学部外科教授。財前五郎と同じ噴門部癌を専門とし、メスの切れ味は財前以上ともされる。また、財前と似たタイプの医師であり、財前を高く評価している（小山は学究肌の東貞蔵からは「彼は学者じゃない」と酷評された）。転移のある癌は手術すべきではないという当時の学会の主流の中で、転移はあっても積極的に手術を行うべきだという考え方を持っていた。その一方で化学療法に対しては極めて否定的であった。
財前五郎の裁判に当たっては、一審、二審共に被告側証人として出廷し、医学的に財前の措置は間違いではなかったと証言した。しかし、控訴審では化学療法のタカ派である北海道大学・長谷部一三と対決するかたちになり、原告代理人の関口弁護士の尋問の前に化学療法の有効性を認めざるを得なかった。
一丸 直文（いちまる なおふみ）
演 - 見明凡太朗（67年版）、庄司永建（78年版）
職業 - 東北大学名誉教授、佐々木よし江・信平・庸一側鑑定人
東北大学医学部名誉教授。転移のある癌は手術すべきではないという考えを堅持しており、財前五郎の裁判にあたっては財前の前任教授・東貞蔵より紹介状を受け、原告側の鑑定人として出廷した。被告代理人の河野正徳弁護士の反対尋問で「一、二の犠牲があってもやってみるべきではないのか」という言葉に激高。「たとえ一、二の犠牲があってもとは何事か！人間はモルモットではない」と一喝した。また、裁判長からの尋問に対して「こと尋問に関する限り、私には賭けはできない」と答えた。
唐木 豊一（からき とよかず）
演 - 村上冬樹（78年版）、平泉成（03年版）
職業 - 洛北大学名誉教授、大阪地方裁判所が依頼した鑑定人
洛北大学医学部名誉教授。誤診のシンポジウムで座長を務めた。財前五郎の裁判にあたって、裁判所が選定した鑑定人として出廷し、本件を誤診と扱うのは妥当ではないと証言、これがある意味で一審勝訴の決め手となった。しかし、その際に財前に医師としての倫理観が欠如していた事を指摘し、判決文に盛り込まれた。なお、この証言の背後には、鵜飼医学部長からのそれとない依頼があったという。
1978年版
財前に対しても落ち度を指摘する場面は省略されており、ここでは終始財前を擁護する形になる。そのため彼の証言に対して財前が受けた印象も異なっている。また控訴審にも出廷し、当作での第一審の証言を維持した。

### 控訴審関係者
村山（むらやま）
演 - 大森義夫（78年版）、中村方隆（03年版）
職業 - 洛北大学医学部第二外科教授（肺がん専門、2003年版では近江大学教授）
控訴審に先立ち、関口弁護士が医学的論拠の調査を行った際に訪ねた相手の一人。
同窓の先輩でもある法学部の滝野教授の紹介という事で、当初は好意的に迎える。しかし、要件の核心に触れたところで態度を一変させ、医療責任の過酷追及は萎縮医療を招きかねないとの理由で、また唐木名誉教授以上の意見はないという事もあり、それまでに関口が訪問した相手と同様に応答を拒否した。
学術会議選に際しては対立候補側の参謀になり、財前側の出方次第では裁判でも前言を翻して控訴人側に立つ事を仄めかすが、こちらの描写は映像版では再現されていない。
国平（くにひら）
演 - 小林昭二（78年版）、及川光博（03年版）、山崎育三郎（19年版）
職業 -浪速医師会顧問弁護士、財前五郎の弁護士
2003年版では国平学文（くにひらまなぶ）、2019年版では国平幸一郎（くにひらこういちろう）の名称で登場。
大阪府医師会顧問弁護士。
胃癌の肺転移による癌性肋膜炎により死亡した佐々木商店代表取締役・佐々木庸平の遺族が、財前を訴えた裁判の控訴審で、被告側代理人であった河野正徳が汚職事件を引き受けた関係で、共に代理人を務める。新進気鋭の少壮弁護士で、色々と策を講じるが、財前とはなぜか手が合わない。
前病棟婦長の亀山君子の出廷を妨害すべく、夫の塚口雄吉が勤務する三光精機の工場に圧力をかけるが、これが失敗して逆に原告側の証人として出廷させてしまい、財前の不信と顰蹙を買う。控訴審は最終的に敗訴した。
2003年版
控訴審からではなく、第一審から一貫して被告側代理人として裁判を担当。
肺がんの手術を終えた財前の病室へ行き、今後の打ち合わせをするが、財前の死期が近い事を見抜き二度と訪れる事は無かった。
ちなみに同ドラマでは魚がデザインされたネクタイを常に着用している。
2019年版
03年版同様、控訴審ではなく第一審から財前側の弁護士として登場。河野法律事務所の所属に変更されている。関口とはかつて同じ法律事務所にいた間柄であるが、関口からは良く思われていない。
亀山 君子（かめやま きみこ）
演 - 松本典子（78年版）、小鹿みき（90年版）、西田尚美（03年版）、美村里江（19年版）
職業 - 浪速大学医学部第一外科病棟婦長→主婦
浪速大学付属病院第一外科病棟婦長。第一外科・東教授の信任が厚かった。東が退官し、財前五郎が教授に昇格した後、佐々木庸平の件を経て退職する。一般の患者と特診患者をあからさまに区別する財前の姿勢を好ましく思っていなかった。
1978年版
在職中に塚口雄吉と結婚。
退職の時期は財前の外遊帰国直後。懐妊して近畿労災病院を受診した際に東佐枝子と再会し、佐々木庸平の裁判の話になり、ふと「総回診の際に受持医の柳原弘が財前から叱責された」と語る。この事で、佐枝子や原告側代理人・関口弁護士の度重なる訪問を受けるも、妊娠中の身であるために医師の不興を買うのを恐れ、かつ雄吉の賛意も得られずに辞退。しかし、被告側代理人の国平弁護士による雄吉への圧力を機に出廷に同意。あえて在廷証人というかたちで出廷し、教授総回診の際の顛末の一切を証言した。
2003年版
原作とは全く異なる人物と社会的地位の設定が行われている。独身で柳原と相思相愛の仲である事がうかがわせる。
今作では退職後、近畿労共病院に看護師として再就職している。
独身のため、国平が圧力をかける人物が彼女に置き換えられている。証人になるつもりはなかったが、裁判を傍聴し、財前が柳原への責任転嫁を彼が目の前で否定した事に心を動かされ原告側に協力する事を決心する。そして「カンファレンスの際に癌がある事を財前が分かっていたかどうか」の決定的証拠として佐々木庸平の手術当時の看護師記録を法廷に提出し、裁判の勝敗を決定づけた。
塚口 雄吉（つかぐち ゆうきち）
演 - 山田吾一（78年版）、西川のりお（90年版）、松尾諭（19年版）
職業 - 三光電器勤務、亀山君子の夫
1978年版では亀山雄吉（かめやまゆうきち）の名称で、2019年版では亀山富治（かめやまとみじ）の名称で登場。
亀山君子（旧姓）の夫。三光精機工場に勤務する腕利きの圧延工で、職人気質。
はじめに、妻・君子に対する東佐枝子や国平の証人出廷依頼を拒絶し、どちらも追い返す。しかし、出廷工作のため工場長を通して圧力をかけようとした国平に激昂し、また国平が自宅に持参した札束を叩き返した。
これにより権力を笠に着る財前らに対する義憤を募らせ妻の原告側証人を許可した。その後、君子と共に関口の法律事務所を訪れ佐枝子に失礼な態度を取ってしまった事を深く謝罪する。
2019年版
まず自宅に佐枝子と関口弁護士が来て、妻・君子に対する証人としての出廷依頼をするも、身重の妻を心配して2人を追い返す。その後、勤め先の工場に圧力をかけるため訪れた又一と国平の行為に激昂。この出来事は、君子が控訴審で原告側の証人として出廷する決心を与える。
正木 徹（まさき とおる）
演 - 高橋昌也（78年版）、潮哲也（03年版）
職業 - 私立東京K大学医学部胸部外科助教授、佐々木よし江・信平・庸一側鑑定人
私立東京K大学医学部助教授（1978年版では関東医科大学助教授、2003年版では東都大学教授）。胸部外科を専攻、アメリカ留学経験もあり、東貞蔵と親しい。
財前の誤診事件の控訴審において関口弁護士が証人集めに苦労する中、事情を知った東が自身の推薦状で依頼した事により、原告側鑑定人として出廷。本件における胸部検索の重要性について証言すると共に佐々木庸平の胸部エックス線写真を鑑定、わずかな胸水の貯留を発見する。
1978年版
原告側鑑定人になる事を知った財前が鵜飼教授に頼み、関東医科大学医学部の教授を通して正木に圧力をかけようとした。その事を正木からの手紙で知った東は激怒し、結局正木は出廷して証言している。なお、関口弁護士を迎えた際には、医療責任追及が萎縮医療につながるとの言説そのものを批判していた。
2003年版
関口弁護士に正木を紹介した東(2003年版では東の後輩という設定)には協力を惜しまないと約束するも、後に一審の鑑定を支持せざるを得ないとして鑑定人を引き受ける事を断る。新設される浪速大学がんセンターに正木の教室の助教授が赴任する事が決まった事を関口から聞かされた東は、財前ががんセンターの人事まで裁判のための取引に利用した事に大いに憤った。
竹谷 教造（たけたに きょうぞう）
演 - 下條正巳（78年版）
職業 - 奈良大学医学部胸部外科教授・医学部長、財前五郎側鑑定人
学術会議会員選挙に全国区で立候補。地方区の財前と選挙協力し、その際に関西医科歯科大学が洛北大学と袂を分かち、その系列である舞鶴総合病院が医師不足に陥っているとの情報を鵜飼医学部長に伝え、同大学系列の地方区の1500票と引き換えに内科・外科・産婦人科の医師供出を持ちかけた。だがこの件は浪速大学まで足を運んだ同大学学長と鵜飼との間で既に合意がなされており、それを知るや自身も医師供出を申し出た。全国区で当選を果たした。
また、控訴審では被告側鑑定人として出廷し、このケースでは早期段階で断層撮影をしても胸部陰影を癌の転移巣と診断する事は困難であったと主張。これで法的責任を問われるなら全てのケースで転移を疑ってかからねばならず、そうなると病院の診療機能はたちまちストップし、マヒ状態になってしまうと証言した。
長谷部 一三（はせべ かずみ）
職業 - 北海道大学医学部第二外科教授、佐々木よし江・信平・庸一側鑑定人
癌治療における化学療法を専門とし、外科的療法と化学療法の併用ともいえる「マイトマイシンの大量ワンショット療法」など様々な治療法を考案して実績を挙げる。
財前の誤診事件の控訴審に原告側鑑定人として出廷し、佐々木庸平の癌が化学療法によく反応するタイプの癌である事、肺炎の症状が起こった時点で化学療法を行うべきであったと主張。慎重な態度に終始したが、術後21日目に死亡する事は避け得たと明言した。また、原告代理人の国平弁護士の反対尋問に対しては「執拗に副作用の危険性を持ち出すが、本件に制癌剤を使用したら21日以内に死亡するというデータでも持っているのか？」と逆に質問、狼狽する国平に「他に方法が無いなら、たとえ多少のリスクがあってもやってみるのが医者のモラルである」と鋭く反論した。
依頼を受けた当初は鑑定を断るつもりだったように、慎重で消極的な態度の持ち主で化学療法についても非常に慎重な姿勢を取っているが、それは化学療法に対する世間の熱い期待を知っているからで、心の内には患者に対するヒューマニティが溢れている人物。
映像化作品には登場していない。
1978年版
正木徹がその役割の一部を担う格好となった。

## 学術会議選関係者
神納（かのう、1978年版は「じんのう」）
職業 - 洛北大学医学部内科教授、学術会議会員選挙対立候補
重藤（しげとう）
職業 - 近畿医科大学医学部神経科教授、学術会議会員選挙対立候補（辞退）
織田（おだ）
職業 - 大和医科大学学長兼理事長
増富（ますとみ）
職業 - 近畿医科大学医学部内科教授
岡野（おかの）
職業 - 近畿医科大学理事長
三宅（みやけ）
職業 - 三重大学医学部外科助教授

## 近畿がんセンター関係者
都留 利夫（つる としお）
演 - 新田昌玄（78年版）
職業 - 近畿がんセンター病理室長、控訴審裁判所鑑定人
里見脩二らと共に癌の早期発見、治療に取り組む。奈良県十津川村での検診で発見された患者、山田うめの細胞を病理検索して胃癌が予想以上に進展していると診断する。
その後、里見に佐々木庸平の切除胃の病理検索が十分になされていない事を指摘。関口弁護士が直ちに証拠保全の手続きを取った事により、運よく保存されていた佐々木庸平の切除胃の標本を再度検索し、佐々木庸平の癌が既に血管侵襲していた事、癌が転移しやすい悪性の未分化型癌である事を突き止める。そして控訴審に鑑定人として出廷して鑑定結果を述べ、財前に対し「癌の専門医としては考えられない杜撰さである」と歯に衣を着せずに指摘した。この事実は財前にとっては打撃となるものであった。ただし、最終的な判決では「被告渡欧後にしか結果は出ない」として、関連する原告側の主張は退けられた。
1978年版
控訴審では都留の検索結果に関する証言はカットされ、財前も都留の追及を「十分に検索を行う時間がなかった」の一点張りでかわしてしまう。その代わり、都留が指摘した点は、控訴審に彼が出廷する第30話の冒頭で花森ケイ子により指摘されており、それに対して財前は、里見が知恵を付けたに違いない、と悪態をついた。
時国（ときくに）
職業 - 近畿がんセンター所長
有馬（ありま）
職業 - 近畿がんセンター第一診断部長
立石（たていし）
職業 - 近畿がんセンター放射線部長
槙（まき）
職業 - 近畿がんセンター外科部長
熊谷（くまがい）
職業 - 近畿がんセンター第一診断部員、里見脩二の部下

## その他
山田 音市（やまだ おといち）
演 - 本田博太郎（19年版）
職業 - 海産物商、食道噴門部癌患者
2019年版では近畿新聞会長として登場。
小西 きく（こにし-）
演 - 市川千恵子（78年版）、河合美智子（03年版）、雛形あきこ（19年版）
職業 -  主婦、膵臓癌患者
2003年版では小西みどりの名称で、2019年版では小西由香里（こにし ゆかり）の名称で登場。
浪速大学第一内科・里見教授の作品中最初の診断患者として登場する。
医学部長の鵜飼教授が初診し胃癌として診断されるが、里見はその診断に疑問を持ち、内科的診察で膵臓癌疑診・試験切開と診断する。その後、第一外科・財前助教授の手により試験切開され、膵臓癌と確定され、膵臓癌の手術は完璧に終わった。
2019年版では翔太という一人息子を持つシングルマザーとなっている。入院当初は第一内科で胃癌の再発と診断されたが、後に膵臓の神経内分泌腫瘍である事が判明。東による執刀が行われるも難航する手術で体力を奪われ途中で離脱、助手をしていた財前が代わって執刀を行う。手術は成功したもののこの一件で東と財前の対立が決定的になる。
武井（たけい）
職業 - 平和製薬取締役、浪速大学医学部薬学科非常勤講師
市田（いちだ）
演 - 酒井善史（19年版）
職業 - 平和製薬・西ドイツ駐在員
山田 うめ（やまだ-）
演 - 北林谷栄（78年版）
職業 - 奈良県十津川村の農婦、早期胃癌患者
奈良県十津川村在住。息子夫婦と同居して農業を営む。
近畿がんセンターによる検診を受診、里見脩二によって早期胃癌を発見される。経済的理由で度重なる検査を拒むも、里見の説得に応じて内視鏡などの検査を受け、最終的に手術により完治。これにより里見は不治の病である筈の胃癌を検診によって早期発見、治癒した事で地元では名士扱いされる。
野田 文蔵（のだ ぶんぞう）
演 - 真木恭介（78年版）、川野太郎（19年版）
職業 - 野田薬局店主
大阪市内の老舗・野田薬局の店主。2019年版では野田和夫（のだ かずお）の名称で登場し、店も京都のドラッグストアの社長となっている。
財前又一とは古い付き合いで、又一の肝煎りで一人娘の華子と、娘婿・財前五郎の主宰する浪速大学第一外科医局員・柳原弘との縁談に応じる。この縁談は、五郎が被告の裁判に被告側証人として出廷させる柳原の懐柔と口封じが目的であったが、野田薬局としても国立大学に勤務し将来を嘱望されている医師を女婿に持つ事は何よりの箔付けであった。そのため、柳原が真実を証言して第一外科を追放された事を知ると、葉書一通で破談を通告した。
2019年版では、控訴審ではなく第一審の最中に登場。柳原が真実を証言して第一外科を退職してからも破談の通告はせず、娘の華子は無医村医療のために高知県に旅立つ柳原について行った。
野田 華子（のだ はなこ）
演 - 世樹まゆ子（78年版）、三浦理恵子（03年版）、樋井明日香（19年版）
職業 - 柳原弘の婚約者
野田文蔵の一人娘。薬局を継いでいる兄がいる。
財前又一の肝煎りでその娘婿・財前五郎の主宰する浪速大学医学部第一外科医局員・柳原弘と見合い、交際が始まる。アパートに押しかけるなど積極的にアプローチし、遂にはアパートで男女の関係になった。しかし、華子（特に両親）の興味の対象は柳原自身よりも、国立大学の大学病院に勤務する医師という肩書であった。そのため、柳原が裁判で真実を証言し、第一外科を事実上追放された翌日にはアパートで彼を泣きながら詰った。そしてこの日を最後に交際は途切れ、やがては父親の文蔵から破談通知の葉書が郵送された。柳原はアパートを引き払う日になってその葉書を読み、男女の関係を持った事を悔やんだが、自分との破談をこの葉書一枚で済ませるのなら自分の事は伏せてまた相手を探すのだろう、と自分に言い聞かせて葉書を焼き捨てた。
2003年版
財前杏子の出身女子大の後輩という設定になっている。
2019年版
父親同様、第一審の最中に登場する。柳原のアパートへ遊びに行くなど、交際は順調に進む。原作と異なり、柳原が第一外科を退職してからも交際が途切れる事はなかった。最終的には、大学病院の医師という肩書を捨てて無医村医療に専念するため高知県に出発する柳原について行く。
安田 太一（やすだ たいち）
演 - 谷幹一（78年版）、小鹿番（90年版）、嶋崎伸夫（03年版）、六平直政（19年版）
職業 - 中小企業の社長、早期噴門部癌患者
大阪市在住の中小企業経営者。
浪速大学付属病院第一外科を受診し、初診を担当した佃により胃噴門癌と診断される。しかし、教授である財前の診察を熱望。風貌、立場が佐々木庸平に酷似しているため、財前は拒否しながらもずるずると引きずられるように診察、手術に応じる。しかし、そのせいで手術はメスが深く入り過ぎたりコッヘルを落としたり、果ては吻合部の糸を切ったりと散々であったが無事に成功した。
術後の回診では感謝の気持ちから財前の腕を思わずつかむが「何をするんです」と財前に狼狽され手を振り払われ当惑する。挙句の果てに腸閉塞を起こしたが、財前は真夜中に病院に駆けつけ自ら再手術を行う。これにより何とか完治し、退院の際には財前と笑顔で別れる。安田は財前の医師としての献身的な態度を、彼の誠実な人柄からくるものと勘違いし純粋に感謝すると共に、佐々木親子を恩知らずの罰当たりだ（2019年版では天罰が下る）と発言する。二人の関係は誤解に始まり誤解に終わるものであったが、結果的に佐々木に容貌の似た安田への献身は佐々木に対する財前の罪悪感を束の間和らげる事にはなった。
なお、安田の退院を見送った直後の財前をめぐる描写が、原作と1978年版で異なっている。また2019年版では佐々木庸平に全く似ておらず、手術ミスの原因も財前の脳裏に佐々木庸平らの幻が浮かび上がったためとなっている。
林田 加奈子（はやしだ かなこ）
演 - 木村多江（03年版）
職業 - 製薬会社営業、末期癌患者
2003年版に登場するオリジナルの人物。
大阪府内の製薬会社の営業担当で、時には「ホテルで一晩付き合う」と言うほど強引な営業手法を用い、自社製品のセールスを行っている。自社内で過酷な出世競争を行っているらしく、37歳になる今まで結婚はおろか恋人すら出来た事はなかった。
営業先の浪速大学病院にて気を失い、入院。検査の結果、全身転移による末期癌である事が判明し、担当医の里見脩二から告知を受けると号泣するが、「臨終まで責任を持って看取る」と里見から励まされる。しかし、第一内科では林田の転院を強要する声が根強く、医局員の竹内から第一内科の事情を知らされ、転院を余儀なくされる。転院に際しては里見に感謝の言葉を述べつつも、「でもここ（浪速大学病院）は、人生の最後を迎える場所ではない」と批判した上で、自分で病院を探し転院。その後、末期癌により転院先の病院で息を引き取った事が封書にて里見に知らされる事となった。
平泉 涼子（ひらいずみ りょうこ）
演 - 奥貫薫
職業 - 中央製薬ワルシャワ支社駐在員
2003年版に登場するオリジナルの人物。
中央製薬ワルシャワ支社の駐在員で、ポーランドで行われる国際外科医学会の総会に出席する財前の案内役を担当。目的が一段落して時間を持て余した財前にアウシュヴィッツ強制収容所の見学を勧めた。
小西 翔太（こにし しょうた）
演 ｰ 高村佳偉人
職業 ｰ 小西由香里の息子
2019年版に登場するオリジナルの人物。
浪速大学病院に入院した小西由香里の一人息子。